# Panagia Apsinthiotissa
La Panagia Apsinthiotissa (en griego: Παναγία Αψινθιώτισσα) es un monasterio ortodoxo chipriota que se encuentra en la falda sur de la cordillera Pentadaktylos en la isla de Chipre. Como resultado del conflicto en Chipre y la invasión del ejército turco en 1974, el sitio actualmente cae dentro de lo controlado por la República Turca del Norte de Chipre, en el distrito de Lefkoşa. Los asentamientos más cercanos son Sychari (Συγχαρί, Tr. Kaynakköy) y Vouno (Βουνό, Tr. Taşkent).

## Historia
El monasterio fue conocido en las fuentes medievales occidentales como la Abadía de Abscithi o Apinthi. El nombre actual se refiere a Panagia, el nombre ortodoxo para la Virgen María, de ajenjo, un topónimo derivado del cultivo de ajenjo (Artemisia absinthium) unos arbustos en la zona. A veces, el monasterio fue llamado simplemente Psithia, como en la crónica de George Boustronios. Según una leyenda local, el monasterio fue nombrado después de un arbusto del ajenjo que cubría la boca de la cueva en la que un monje había escondido una imagen la Virgen María con el fin de guardarla durante el período de la iconoclasia.
El monasterio se estableció probablemente en los siglos XI o XII, como fundación bizantina, y conservó su importancia durante el periodo de gobierno del Reino de Chipre y de la República de Venecia.
En 1486, Boustronios cuenta que la Reina de Chipre fue a rezar al monasterio, lo que implica que la Panagia Apsinthiotissa estaba entonces bajo jurisdicción de la Iglesia de Roma. Tras la conquista otomana, el monasterio pasó a propiedad del Patriarca ortodoxo de Jerusalén, y subordinada al vecino monasterio de San Crisóstomo, en Koutsoventis.